# 교과서박물관
교과서박물관은 세종특별자치시 소재의 박물관이다.

## 연혁
- 2003년 9월 24일 개관.

## 같이 보기
- 대한민국의 박물관과 미술관 목록